# In den Armen der Bestie
Bis ans Limit – In den Armen der Bestie ist ein Psychothriller mit Bud Spencer aus dem Jahr 1997. Er wurde sowohl auf DVD, als auch auf Blu-ray Disc veröffentlicht.

## Handlung
Elena ist Radiomoderatorin in Madrid. Als sie eines Nachts ihre Late-Night-Show moderiert, meldet sich ein Unbekannter. Er behauptet, vier Frauen ermordet und eine fünfte in seiner Gewalt zu haben. Deren Tod könne sie verhindern. Sie müsse sie nur finden. Dafür gibt er Elena eine Stunde Zeit. Staatsanwältin Maria Ramos schaltet sich sofort ein. Sie versucht, den Serienkiller mit ihrem Team aus Psychiatern und Kriminologen zu finden. Doch der scheint ihnen immer einen Schritt voraus zu sein. Die Ermittlungen führen die Staatsanwältin an ihre Grenzen, sie wird suspendiert. Dem Mörder gelingt es den Spieß umzudrehen. Er kann Maria eine tödliche Falle stellen.

## Synchronisation
Die deutsche Fassung entstand im Jahr 2003.
| Darsteller             | Rolle                  | Synchronsprecher       |
| ---------------------- | ---------------------- | ---------------------- |
| Béatrice Dalle         | Elena                  | Franziska Pigulla      |
| Bud Spencer            | Elorza                 | Heinz Ostermann        |
| Alberto Cuadrado       | Gerichtsmediziner      | Hans Bayer             |
| Juanjo Puigcorbé       | Javier Barea           | Karlheinz Tafel        |
| Fernando Ustarroz      | Javiers Anwalt         | Peter Nottmeier        |
| Josè Manuel Lorenzo    | Jose Manuel Vadillo    | Fabian Körner          |
| Javier Lago            | Mann im Zeitungsarchiv | Fritz Rott             |
| Lydia Bosch            | Maria Ramos            | Inga Sibylle Kuhne     |
| Bernardino Pérez Fitz  | Mexikaner              | Heinz Baumeister       |
| Patricia Pérez         | Opfer                  | Silke Haupt            |
| Antonio del Olmo       | Rechtsanwalt           | Renier Baaken          |
| Etienne Draber         | Roberto                | Hans-Gerd Kilbinger    |
| Rosanna Yanni          | Rosario                | Karyn von Ostholt      |
| Rafael Romero Marchant | Staatsanwalt Altabe    | Ernst-August Schepmann |

## Veröffentlichung
2022 erschien der Film auf Blu-ray. 